# Dominic Lee Pudwill Gorie
Dominic Lee Pudwill „Dom“ Gorie (* 2. Mai 1957 in Lake Charles, Bundesstaat Louisiana, USA) ist ein ehemaliger amerikanischer Astronaut.
Gorie erhielt 1979 einen Bachelor in Meerestechnik von der United States Naval Academy und 1990 einen Master in Luftfahrttechnik von der University of Tennessee. 1981 wurde der Marineflieger zum Testpiloten ausgebildet und flog während des Zweiten Golfkriegs 38 Kampfeinsätze bei der Operation Desert Storm.

## Astronautentätigkeit
Im Dezember 1994 wurde Gorie von der NASA als Astronautenkandidat ausgewählt. Am Johnson Space Center war er nach seiner Ausbildung für das Astronautenbüro unter anderem für Sicherheitsfragen zuständig und arbeitete anschließend als Verbindungssprecher bei zahlreichen Space-Shuttle-Flügen.

### STS-91
Am 2. Juni 1998 startete Gorie als Pilot der Raumfähre Discovery zu seinem ersten Flug ins All. Es war das neunte und letzte Andockmanöver eines Shuttles an der russischen Raumstation Mir und markierte den Abschluss einer erfolgreichen Zusammenarbeit. Start und Landung erfolgten am Kennedy Space Center.

### STS-99
Am 11. Februar 2000 flog Gorie wiederum als Pilot mit dem Space Shuttle Endeavour zur sogenannten Shuttle Radar Topography Mission. Dabei kartografierte er mittels Radar 80 Prozent der Landmasse der Erde. Zwei Radarsysteme (eines in der Nutzlastbucht des Shuttles, das andere an einem 60 Meter langen Mast montiert) tasteten die Erdoberfläche ab. Das Resultat war ein digitales dreidimensionales Modell der Erde von bisher nicht gekannter Genauigkeit. Um ein Arbeiten rund um die Uhr zu ermöglichen, war die sechsköpfige Besatzung in zwei Teams aufgeteilt, die im 12-Stunden-Betrieb arbeiteten. Gorie bildete mit den Missionsspezialisten Janice E. Voss und Mamoru Mōri das blaue Team.

### STS-108
Als Kommandant der STS-108-Mission besuchte Gorie mit dem Space Shuttle Endeavour am 5. Dezember 2001 die Internationale Raumstation (ISS). Hauptaufgabe war der Austausch der ISS-Crew: Die drei Mann starke 4. Stammbesatzung löste die Stammbesatzung 3 ab, die nach vier Monaten auf der Station zur Erde zurückkehrte. Außerdem wurden über drei Tonnen Ausrüstung und Versorgungsgüter mit dem Mehrzweck-Modul Raffaello zur ISS gebracht. Die Mission ging nach zwölf Tagen zu Ende.

### STS-123
Gorie war Kommandant der STS-123-Mission, die im März 2008 durchgeführt wurde und einen Teil des japanischen Kibō-Moduls und die kanadische Roboterhand Dextre zur ISS brachte.

## Privates
Gorie und seine Frau Wendy Lu haben zwei Kinder. Seine Hobbys sind Skifahren, Wandern, Fahrradfahren, Golf und Familienaktivitäten.